# Porsche-Interscope
Der Porsche-Interscope „Indy“ ist ein Rennwagen der Dr.-Ing. h. c. F. Porsche AG.

## Geschichte
Porsche kündigte 1979 an, im darauffolgenden Jahr die Indianapolis 500 fahren zu wollen. Die Vorbereitungen begannen bereits Ende 1978. Der Motor sollte von Porsche produziert, das Chassis gemeinsam mit dem Interscope-Team entwickelt werden. Versuche liefen mit einem modifizierten Parnelli-Chassis. Als Fahrer wurde der Hawaiier Danny Ongais (1942–2022) verpflichtet.
Das Reglement schrieb für Motoren mit Turboladern einen maximalen Hubraum von 2650 cm³ vor. Porsche erachtete den neu konstruierten Motor des Porsche 935-78 Moby Dick für geeignet. Dieser hatte wassergekühlte Zylinderköpfe und ein luftgekühltes Motorgehäuse. Allerdings musste er umgerüstet werden, weil als Treibstoff für die Indy-Rennen Methanol vorgeschrieben war.
Der Motor war das einzige 911-Derivat im Motorsport, das mit Drehzahlen über 9000/min gefahren werden konnte. Ferner erreichte er die höchste spezifische Leistung mit über 341 PS pro Liter Hubraum. Für den Rennbetrieb war eine standfestere Gesamtleistung von rund 630 PS vorgesehen.
Porsche musste das Projekt im März 1980 einstellen, da sich zwischenzeitlich Reglementänderungen eingestellt hatten, die eine Verringerung des Ladedrucks vorsahen. Eine Anpassung an diese Gegebenheit wäre zu kostspielig gewesen; deshalb stieg Porsche aus dem Projekt aus und der Wagen ging ins Museum.
Das Interscope-Team fuhr daraufhin mit einem V8-Motor von Cosworth.

## Technische Daten
| Porsche-Interscope „Indy“: | Daten                                                                             |
| -------------------------- | --------------------------------------------------------------------------------- |
| Motor:                     | 6-Zylinder-Boxermotor mit Abgasturbolader                                         |
| Hubraum:                   | 2649,65 cm³                                                                       |
| Bohrung × Hub:             | 92,3 × 66 mm                                                                      |
| Leistung:                  | 463 kW (630 PS)                                                                   |
| bei 1/min:                 | 8800                                                                              |
| Max. Drehmoment bei 1/min: | 760 bei 6800                                                                      |
| Verdichtung:               | 9,5:1                                                                             |
| Ventilsteuerung:           | Vierventiler, zweimal zwei obenliegende Nockenwellen, angetrieben durch Zahnräder |
| Kühlung:                   | Luft-/ Wasserkühlung                                                              |
| Getriebe:                  | 4-Gang-Getriebe                                                                   |
| Bremsen:                   |                                                                                   |
| Radaufhängung vorn:        |                                                                                   |
| Radaufhängung hinten:      |                                                                                   |
| Federung vorn:             |                                                                                   |
| Federung hinten:           |                                                                                   |
| Karosserie:                | Monocoque                                                                         |
| Spurweite vorn/hinten:     | 1524 mm/1574 mm                                                                   |
| Radstand:                  | 2642 mm                                                                           |
| Reifen:                    |                                                                                   |
| Maße L × B × H:            | 4547 mm × 2019 mm × 927 mm                                                        |
| Leergewicht:               | 950 kg                                                                            |
| Höchstgeschwindigkeit:     | 380 km/h                                                                          |